# Sant Rafel de sa Creu
Sant Rafel de sa Creu o de Forca és un petit poble al centre de l'illa d'Eivissa que pertany al municipi de Sant Antoni de Portmany i limita amb el municipi de Santa Eulària des Riu. Ha estat declarat Zona d'interès artesanal.
D'aquest poble podem destacar l'església de Sant Rafel Arcàngel. Dues famílies volien que l'església es construís a les seves respectives finques. La data en què varen comen çar les obres no se sap amb exactitud, només podem assegurar que l'any 1795 ja estava acabada, ja que en arribar el bisbe Climent Llocer escriu que és l'únic temple nou que s'havia finalitzat.
En una de les bigues del porxo apareix la data de 1863, any en què tengué lloc aquesta ampliació. El porxet de davant de la porta del temple és posterior, i no s'havia previst inicialment perquè no deixa veure bé la imatge del sant. A l'empedrat hi figura la data en què degué realitzar-se: 1877. El campanar ha sofert diverses modificacions, i l'aspecte actual és d'una reforma de l'any 1956.

## Orografia
A la vénda de sa Bassa Roja, l'elevació que rep el nom de ses Talaies, situada a la zona de Cas Serres, assoleix els 167 metres sobre el nivell de la mar. El Puig des Llobets situat a gregal del poble arriba a 121 metres d'altitud. Però a Sant Rafel el relleu que en destaca és la Serra Llarga que assoleix els 254 metres i és a la vénda de sa Creu.